# Assiminea cardonae
Assiminea cardonae is een slakkensoort uit de familie van de Assimineidae. De wetenschappelijke naam van de soort is voor het eerst geldig gepubliceerd in 1875 door Paladilhe.